# Melodifestivalen 1979
Das Melodifestivalen 1979 war der schwedische Vorentscheid für den Eurovision Song Contest 1979 in Jerusalem (Israel). Es war die 19. Ausgabe des von der öffentlich-rechtlichen Rundfunkanstalt Sveriges Radio veranstalteten Wettbewerbs. Ted Gärdestad gewann den Wettbewerb mit seinem Lied Satellit.

## Format

### Konzept
Wie in den Vorjahren bewerteten wieder Jurygruppen, mit Personen im Alter von 16 bis 60 Jahren, die Beiträge des Finales. Jede Jurygruppe bestand dabei aus elf Personen. Als Bewertungsgrundlage wurde dafür das seit 1975 beim Eurovision Song Contest bekannte Douze Points-Punkteschema genutzt. Der von einer Jury favorisierte Beitrag erhielt dabei, analog zum internationalen Wettbewerb, 12 Punkte, gefolgt von 10 Punkten für den zweiten und 8 Punkte für den dritten Platz, die von einer Jury auf die Plätze vier bis zehn gewählten Beiträge erhielten absteigend 7 bis einen Punkt. Eine Jury vergab damit insgesamt 58 Punkte.

### Beitragswahl
Nach einem Jahr Pause kehrte man zum Konzept von 1977 zurück und bot der Öffentlichkeit die Möglichkeit wieder Wettbewerbsbeiträge einzusenden. Trotz der Möglichkeit wurden nur 425 Beiträge eingereicht, was einen Rückgang von 678 Beiträgen im Vergleich zu 1977 entspricht, die wieder einer Auswahljury zur Bewertung vorgelegt wurden, woraus die zehn Finalbeiträge resultierten.

## Teilnehmer

### Zurückkehrende Teilnehmer
| Interpret                                 | Vorheriges Teilnahmejahr |
| ----------------------------------------- | ------------------------ |
| Ola Håkansson (als Teil der Gruppe Ola+3) | 1969                     |
| Ted Gärdestad                             | 1973, 1975               |
| Tomas Ledin                               | 1972, 1977, 1978         |

### Dirigenten
Bei den Beiträgen fungierten verschiedene Personen als Dirigenten. So war bei drei Beiträgen Anders Berglund als Dirigent tätig, in der Startreihenfolge der Beiträge:
- Det känns som jag vandrar fram von Ola+3
- Tilsammans von Tomas & Anders
- Var det här bara början? von Py Bäckman & Py Gang

Bei sieben Beiträgen waren andere Dirigenten leitend, in der Startreihenfolge der Beiträge:
- Bruno Glenmark beim Beitrag von Eva Dahlgren
- Anders Eljas beim Beitrag von Tomas Ledin
- Bengt Palmers beim Beitrag von Kjell Hansson
- Mars Olsson beim Beitrag von Timjan
- Wlodek Gulgowski beim Beitrag von Py Bäckman & Py Gang
- Lars Samuelson beim Beitrag von Ted Gärdestad
- Anders Henriksson beim Beitrag von Magnus Uggla Band

## Finale

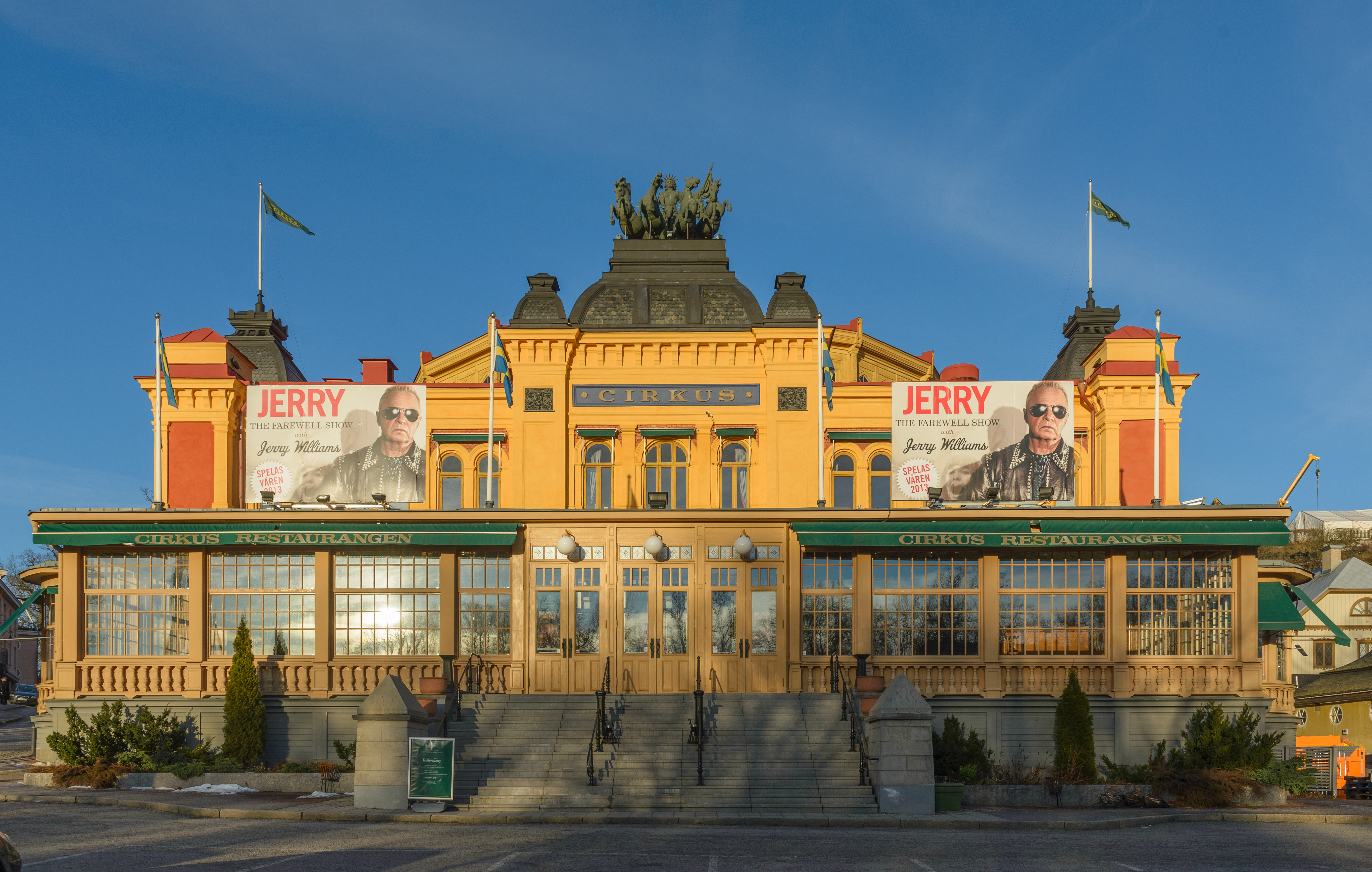
Die Veranstaltungshalle Cirkus, in der 1979 das Finale stattfand, im Januar 2013

Das Finale fand erneut in der Veranstaltungshalle Cirkus in Stockholm statt. Die Ausstrahlung der wie im Vorjahr bereits am Nachmittag des gleichen Tages aufgezeichneten Sendung erfolgte am 17. Februar 1979 ab 20:00 Uhr (MEZ). Auch in diesem Jahr führte Ulf Elfving als Gastgeber durch den Abend.
| Platz | Startnr. | Interpret            | Lied Musik (M) und Text (T)                                          | Übersetzung (inoffiziell)                      | Luleå | Falun | Karlstad | Götebro | Umeå | Örebro | Norrköping | Malmö | Sundsvall | Vaxjö | Stockholm | Gesamt |    |   |               |                                                 |   |    |   |   |   |   |    |    |    |    |    |    |     |
| --- | -------- | -------------------- | -------------------------------------------------------------------- | ---------------------------------------------- | ----- | ----- | -------- | ------- | ---- | ------ | ---------- | ----- | --------- | ----- | --------- | ------ | -- | - | ------------- | ----------------------------------------------- | - | -- | - | - | - | - | -- | -- | -- | -- | -- | -- | --- |
| Platz | Startnr. | Interpret            | Lied Musik (M) und Text (T)                                          | Übersetzung (inoffiziell)                      | Luleå | Falun | Karlstad | Götebro | Umeå | Örebro | Norrköping | Malmö | Sundsvall | Vaxjö | Stockholm | Gesamt | 1. | 9 | Ted Gärdestad | Satellit M: Ted Gärdestad, T: Kenneth Gärdestad | – | 12 | 5 | 7 | 7 | 6 | 10 | 12 | 12 | 12 | 12 | 10 | 105 |
| 2. | 4        | Tomas Ledin          | Det ligger i luften M/T: Tomas Ledin                                 | Es liegt in der Luft                           | 10    | 12    | 12       | 10      | 3    | 7      | 10         | 8     | 10        | 6     | 8         | 96     |    |   |               |                                                 |   |    |   |   |   |   |    |    |    |    |    |    |     |
| 3. | 1        | Ola+3                | Det känns som jag vandrar fram M/T: Ulf Wahlberg                     | Es fühlt sich an, als würde ich vorwärts gehen | 7     | 10    | 6        | 6       | 12   | 8      | 4          | 6     | 7         | 7     | 12        | 85     |    |   |               |                                                 |   |    |   |   |   |   |    |    |    |    |    |    |     |
| 4. | 3        | Eva Dahlgren         | Om jag skriver en sång M/T: Eva Dahlgren                             | Wenn ich einen Song schreibe                   | 2     | 8     | 10       | 12      | 10   | 12     | 7          | 4     | 6         | 8     | 6         | 85     |    |   |               |                                                 |   |    |   |   |   |   |    |    |    |    |    |    |     |
| 5. | 5        | Kjell Hansson        | Mer än bara över natten M/T: Kjell Hansson                           | Mehr als nur über Nacht                        | 1     | 7     | 2        | 5       | 7    | 3      | 8          | 3     | 8         | 10    | 5         | 59     |    |   |               |                                                 |   |    |   |   |   |   |    |    |    |    |    |    |     |
| 6. | 2        | Tomas & Anders       | Tillsammans M/T: Tomas Adolphson, Anders Falk                        | Zusammen                                       | 6     | 6     | 5        | 3       | 8    | 5      | 6          | 10    | 4         | 3     | 2         | 58     |    |   |               |                                                 |   |    |   |   |   |   |    |    |    |    |    |    |     |
| 7. | 8        | Py Bäckman & Py Gang | Var det här bara början? M/T: Py Bäckman                             | War das nur der Anfang?                        | 8     | 4     | 8        | 2       | 5    | 4      | 3          | 2     | 3         | 2     | 4         | 45     |    |   |               |                                                 |   |    |   |   |   |   |    |    |    |    |    |    |     |
| 7. | 7        | Pontus Platin        | Nattens sång M: Pontus Platin, Susanne Wigforss, T: Patrice Hellberg | Lied der Nacht                                 | 4     | 1     | 4        | 8       | 4    | 6      | 5          | 5     | 2         | 4     | 1         | 44     |    |   |               |                                                 |   |    |   |   |   |   |    |    |    |    |    |    |     |
| 9. | 6        | Timjan               | En egen fela M: Peter Olsson, T: Bengt "Charlie" Hillson             | Eine eigene Fiedel                             | 3     | 3     | 3        | 4       | 2    | 2      | 2          | 7     | 5         | 1     | 7         | 39     |    |   |               |                                                 |   |    |   |   |   |   |    |    |    |    |    |    |     |
| 10. | 10       | Magnus Uggla Band    | Johnny the Rocker M: Magnus Uggla, T: Johan Langer                   | Johnny der Rocker                              | 5     | 2     | 1        | 1       | 1    | 1      | 1          | 1     | 1         | 5     | 3         | 22     |    |   |               |                                                 |   |    |   |   |   |   |    |    |    |    |    |    |     |
| Jury-Punktesprecher |          |                      |                                                                      |                                                |       |       |          |         |      |        |            |       |           |       |           |        |    |   |               |                                                 |   |    |   |   |   |   |    |    |    |    |    |    |     |
| - Luleå – Annalena Hedman - Falun – Anna-Kajsa Vilje - Karlstad – Ulf Schenkmanis - Göteborg – Rune Rustman - Umeå – Fredrik Burgman - Örebro – Maud Nylin - Norrköping – Larz-Thure Ljungdahl - Malmö – Kåge Gimtell - Sundsvall – Bertil Hedlund - Växjö – Sven-Olof Olsson - Stockholm – Sven Lindahl |          |                      |                                                                      |                                                |       |       |          |         |      |        |            |       |           |       |           |        |    |   |               |                                                 |   |    |   |   |   |   |    |    |    |    |    |    |     |